# Sogle
Sogle (mazedonisch Согле, albanisch Sogla/ë) ist ein Dorf im zentralen Teil Nordmazedoniens, das zur Gemeinde Čaška gehört. Die nächstgelegene Stadt ist Veles.

## Geographie
Sogle liegt etwa 50 Kilometer südwestlich von Veles. Das Dorf befindet sich im zentralen Teil der historischen Landschaft Azot, welche auch Babunija genannt wird, angelehnt an den Babuna-Fluss. Die Nachbardörfer von Sogle sind Bogomila, Bistrica und Teovo. Nördlich des Dorfes erhebt sich das Bergmassiv Jakupica mit der Spitze Solunska Glava.

## Geschichte

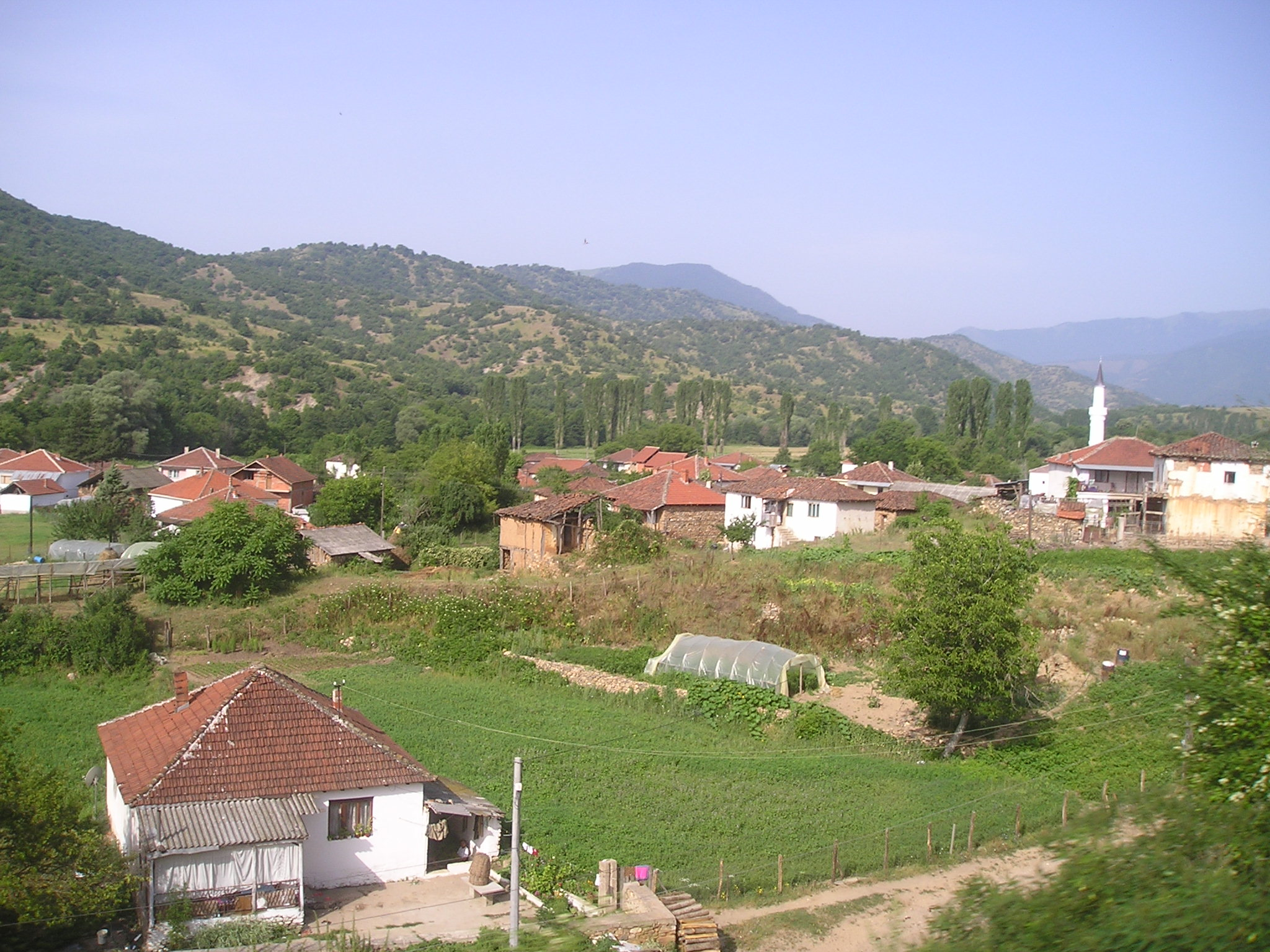
Blick auf Sogle

Sogle gehört zu den ältesten Dörfern in der Region Azot. Das Dorf wurde erstmals im Mittelalter erwähnt sowie in den Jahren 1476, 1477 und 1487, als 20 beziehungsweise 40 christlich-bulgarische Familien gezählt wurden. Die Dorfbewohner waren allesamt Derwendschi, sogenannte Wachtruppen, welche im Osmanischen Reich aus eroberten Völkern rekrutiert wurden und wichtige Bergpässe und Bergschluchten bewachten.
In der ersten Hälfte des 19. Jahrhunderts arbeitete im Dorf ein muslimischer Viehzüchter aus dem Dorf Melnica, ursprünglich aus der Nähe von Debar abstammend, welcher Torbesche genannt wurde. Er brachte auch seine Familie nach Sogle. Danach rief er die muslimischen Albaner aus der Region von Prilep, Crnilište und Desovo, in das Dorf zu ziehen. Als es in Sogle fünf bis sechs muslimische Haushalte gab, vertrieben sie alle Christen auf verschiedene Weise, meistens jedoch mit Gewalt und Verbrechen. Die letzten christlichen Dorfbewohner verließen Sogle in der zweiten Hälfte des 19. Jahrhunderts und ließen sich in den umliegenden Dörfern in Bogomila und Teovo nieder.
Laut der Statistik des Ethnographen Wassil Kantschow zählte Sogle Ende des 19. Jahrhunderts 400 Einwohner, die alle als mohammedanische Albaner klassifiziert wurden.
1927 führte der deutsche Forscher Leonhard Schultze Sogle auf seiner Karte Mazedoniens auf und ordnete es als ein albanisches Dorf ein.
Laut der letzten Volkszählung von 2002 setzt sich die Bevölkerung aus folgenden Ethnien zusammen:
- Mazedonier: 88
- Albaner: 43
- Serben: 3
- Türken: 2
- Andere: 1

In Sogle baut man heute hauptsächlich Tabak an.